# Alfons Sierakowski
Alfons Sierakowski (ur. 16 lutego 1816 w Toruniu, zm. 28 kwietnia 1886 w Poznaniu) – hrabia, ziemianin, działacz społeczny i oświatowy.

## Życiorys
Syn Antoniego. Wykształcenie zdobył w Warszawie i Collegium Hosianum w Braniewie, następnie studiował prawo na Uniwersytecie Wrocławskim. Po odbyciu praktyki rolniczej na Śląsku objął rodzinne majątki w Osieku (w 1841 roku po śmierci dziadka, Kajetana Sierakowskiego) oraz w Waplewie (w 1842 roku, po śmierci ojca Antoniego).
W 1844 otrzymał potwierdzenie tytułu hrabiego w Rosji.
Członek Towarzystwa Rolniczego w Królestwie Polskim w 1858 roku.
W czasie powstania styczniowego był oskarżany przez władze o udzielanie pomocy powstańcom. 
Był inicjatorem stowarzyszenia funduszu na rzecz oświaty ludowej. Wspierał finansowo Towarzystwo Pomocy Naukowej dla Młodzieży Prus Zachodnich w Chełmnie. Dzięki jego stypendiom w latach 1848–1868 wykształcenie zdobyło 311 Polaków, w tym: 54 lekarzy, 23 adwokatów i sędziów, 77 księży, 157 profesorów gimnazjalnych i nauczycieli szkół elementarnych. Współzałożył i finansował organizację przeciwstawiającą się akcji germanizacyjnej - Towarzystwo Moralnych Interesów oraz Poznańskie Towarzystwo Przyjaciół Nauk. Był posłem do sejmu prowincjonalnego, delegatem Towarzystwa Kredytowego Ziemskiego na Prusy Zachodnie. 
Był kolekcjonerem dzieł sztuki, w Waplewie zgromadził duży zbiór obrazów, mebli, militariów oraz wiele cennych zabytków piśmiennictwa.
W 1844 roku ożenił się z Marią Sołtan. Mieli dwoje dzieci Adama i Antoninę. W 1876 roku ze względu na stan zdrowia (utrata słuchu) przekazał majątek w Waplewie synowi, a sam osiadł w Poznaniu, gdzie zmarł. Pochowany został w Waplewie.